# Tatari multispinosus
Tatari multispinosus is een spinnensoort in de taxonomische indeling van de springspinnen (Salticidae).
Het dier behoort tot het geslacht Tatari. De wetenschappelijke naam van de soort werd voor het eerst geldig gepubliceerd in 1938 door Lucien Berland.